# Johannes Oltard
Johannes Oltard (Nagyekemező, 1576. július 17. – Nagyszeben, 1630. május 9.) erdélyi szász krónikaíró, evangélikus lelkész.

## Életpályája
Apja, Martin Oltard szintén lelkész volt. 1602. szeptember 24-től nagyszebeni diakónusként, 1606-tól vörösmarti lelkészként szolgált, majd 1606, augusztus 21-én nagydisznódi lelkész lett. 1617. január 6-án nagyszebeni lelkésznek hívták meg, ahol a káptalani dékán tisztségét is betöltötte.
Több alkalmi latin költeményt hagyott hátra, amelyek az akkori nevezetesebb eseményeket és személyeket tárgyalják. Különösen jól sikerültek kronosztikonjai; saját síremlékfeliratát is megírta latin versekben. Album Oltardianum néven ismert krónikájában (amelyet dédapja, Andreas kezdett, nagyapja, Paulus és apja, Martin folytatott), Habsburg-ellenes álláspontot képvisel. Bastáról azt írja, hogy rablónépével szerencsétlenséget hozott Erdélyre, Mihály vajdát zsarnoknak tekinti, a nemességgel és a székelyekkel szemben bizalmatlan.

## Művei
- Chronicon Fuchsio-Lupino-Oltardinum, sive Annales Hungarici et Transsylvanici, opera et studio Clar. Doct. Virorum Simonis Massae et Marci Fuchsii, Pastorum Coronensium, nec non Christiani Lupini et Joannis Oltard, Pastorom Cibiniensium, concinnati, quibus ex lucubrationibus Andreae Gunesch… aliisque manuscriptis fidedignis quaedam adjecit Johannes Ziegler Schenkensis… (az 1619-1630 közötti részeket írta)
- Album Oltardianum (az 1591-1630 közötti részeit írta)